# Templo y exconvento de Santa Inés (Ciudad de México)

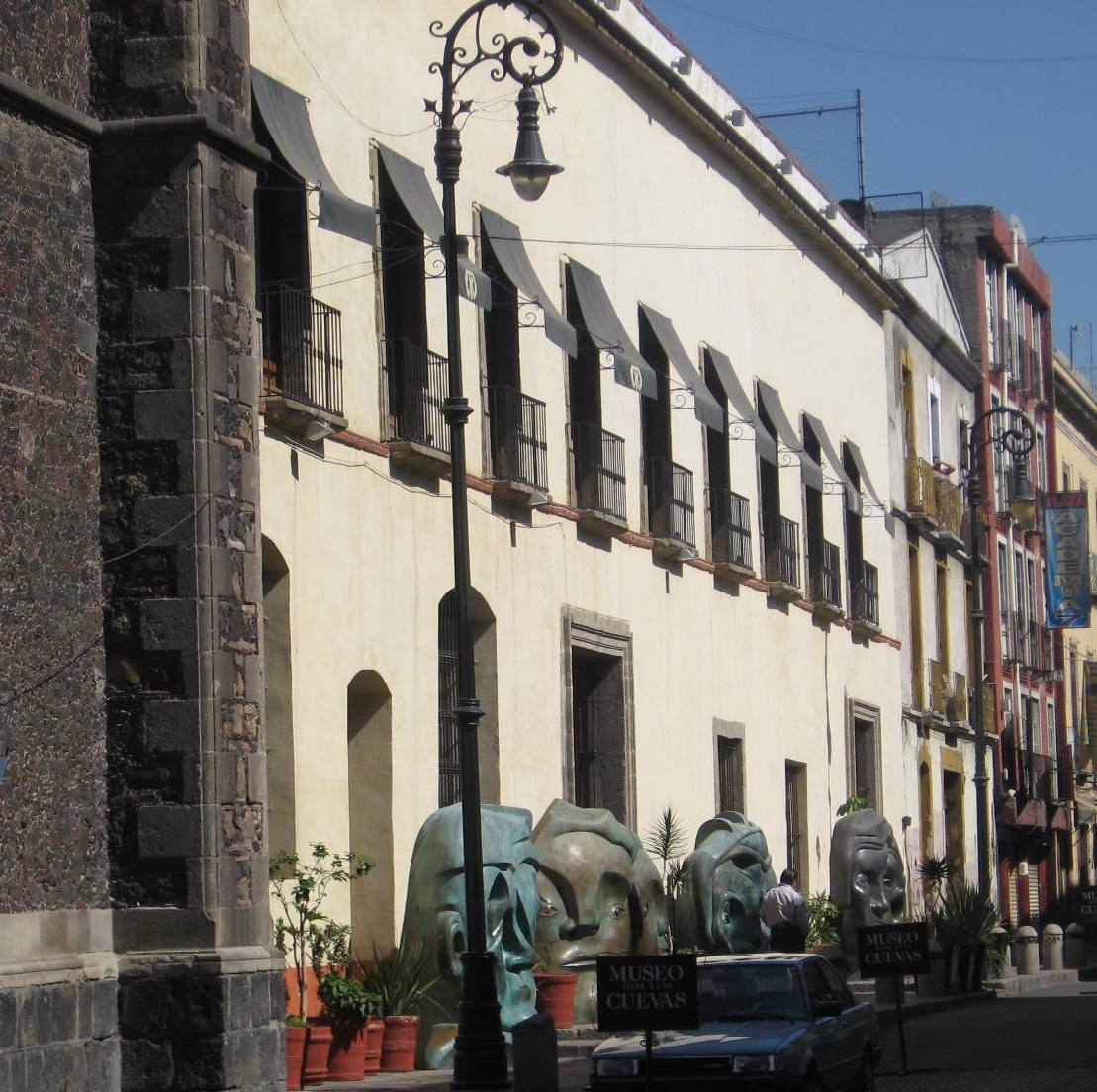
Fachada del exconvento

El Templo y exconvento de Santa Inés es un conjunto arquitectónico religioso ubicado en el Centro histórico de la Ciudad de México y fue construido a finales del siglo XVIII aunque su fundación data de finales del siglo XVI. Actualmente el templo se encuentra abierto al culto y el exconvento alberga el Museo Jose Luis Cuevas. Antes de haber sido dividido en lotes, contaba con una extensión de 9500 varas cuadradas.

## Historia

### Periodo Colonial
El matrimonio conformado por Diego de Caballero e Inés de Velasco, era uno de los más acaudalados en la Nueva España. Ambos gozaban de este estatus por provenir de padres nobles. El padre de él, trabajó como factor de la Real Hacienda en las cajas de Durango y Zacatecas, importantes ciudades mineras, además de poseer numerosos ingenios azucareros. El padre de ella, era mayordomo de Hernán Cortés y participó en la conquista y en la expedición a las Californias y a Nochistlán. Diego e Inés, al unirse en matrimonio, recibieron como dote la encomienda de Igualapa, Ometepec y Cuchitlahuaca, las cuales les proporcionaban grandes cantidades de riqueza anualmente. Así, esta pareja, al no tener descendientes, decidió dar parte de su riqueza en limosnas para el convento de San Francisco; el cual solicitó la fundación de un monasterio en la misma casa en la que ellos vivían. El antiguo convento de Santa Inés tuvo ese nombre por ser Inés Velasco la habitante de la casa que posteriormente se convertiría en convento. Por supuesto que para la fundación de un convento, se tenía que hacer todo un trámite burocrático para que el Vaticano expidiera la aprobación de la solicitud dada. 
“El papa Clemente VIII emitió una bula aprobatoria el 1 de febrero de 1595; la dirigió al arzobispo de México y dispuso que estuviera dedicado a Santa Inés, virgen y mártir (por haber cedido su terreno de residencia); que fuera de estricta clausura y observara el suave yugo religioso de la orden de Santa Clara o de la Concepción.
Finalmente, se decidió que Catalina de Santa Inés, por tener 40 años, sería la abadesa del nuevo convento. Ella provenía del Convento de Nuestra Señora de la Concepción; y por tal motivo, el antiguo convento de Santa Inés quedó bajo la jurisdicción de la orden concepcionista. A pesar de la bula emitida por el papa en 1595, las obras de construcción empezaron hasta 1598. Al siguiente año, en 1599, Inés cayó enferma de gravedad y para el 10 de diciembre, sus restos fueron exhumados en la entonces obra incompleta de Santa Inés. Para el año 1600, Diego de Caballero, viudo de doña Inés, pidió que el deán le permitiese sacar del convento de la Concepción a monjas que habitaran el Convento de Santa Inés y este aceptó. Se quedó estipulado que el patronato nombraría a 33 capellanas que fueran a habitar el convento y este quedaría conformado por: una abadesa, una definidora, una tornera y una portera. “Todas tendrían que ser doncellas, españolas, huérfanas e ingresarían sin dote.” A diferencia de otros conventos —como el de Regina Coeli o San Jerónimo— el convento de Santa Inés no pedía dote de aceptación (Coeli y San Jerónimo pedían 3000 y 4000 pesos para que las beatas fueran aceptadas) y solo aceptaba a españolas pobres (caso contrario en los otros dos conventos, cuyas novicias provenían de familias acomodadas). Así pues, el monasterio fue fundado el 17 de septiembre de 1600. 
Las obras tanto en iglesia como en convento estuvieron a cargo del arquitecto Alonso Martínez López. En 1612 se trabajó con el techado de la iglesia; sin embargo, lo que se llevaba construido, sufrió grandes daños por la inundación de 1629. De esta forma, para 1662 se tuvieron que hacer reparaciones en los pasillos del convento, en el púlpito y en el altar mayor debido a las filtraciones de agua que solía haber.  En 1693, un incendio arrasó con el convento y parte de la catedral, el cual dejó endeble el monasterio, el cual recibió reparaciones hasta un siglo después. Para 1710, se terminó de construir la torre, la cual fue adornada por un carpintero. Al parecer, el agua siempre estuvo haciendo estragos en el convento, de tal suerte que en 1781, el artesonado estaba podrido y el templo sumamente cuarteado, así como la torre la cual tenía problemas desde 1710. El arzobispo Alonso Nuñez de Haro sugirió a las monjas acudir al arquitecto Francisco Guerrero y Torres para reedificar el templo. El arquitecto Guerrero y Torres presentó su proyecto al arzobispo el 14 de mayo de 1785, en el cual se contemplaba adquirir una casa contigua al convento propiedad de un vecino de nombre Antonio Huerta con el fin de ampliar el templo, el cual sería construido con muros contra cimentados con el fin de dar soporte adecuado a los arcos torales.
La construcción del templo fue llevada a cabo bajo presión de la academia de San Carlos, que había sido establecida en 1781 y tenía como función principal el establecimiento del estilo Neoclásico en la nueva España y vigilar que los arquitectos novo hispanos cumplieran sus lineamientos. Francisco Guerrero y Torres fue uno de los arquitectos más afectados por los funcionarios de la academia, por lo que el templo de santa Inés fue edificado en un estilo funcional y discreto, sin mayor decoración que sus dos bellas portadas gemelas de estilo barroco sobrio. la iglesia fue finalmente dedicada el 20 de enero de 1790 y estrenada un día después.
A pesar de los problemas económicos traídos por la guerra de independencia, empezada en 1810 y acabada en 1821, en 1826 se estrenó un nuevo retablo mayor.
En 1768 fue sepultado en el templo el destacado pintor Miguel Cabrera

### Siglos XIX y XX
Cuando la ley de desamortización de los bienes del clero fue aplicada al convento de Santa Inés, aún quedaban 17 religiosas viviendo ahí junto con criadas y seglares. Fueron llevadas al convento de Santa Teresa la Nueva en donde permanecieron dos años hasta la exclaustracion completa en 1863. Después, el recinto fue dividido en lotes y vendido. Hasta 1980 se utilizó como almacén de una empresa que guardaba jirones de telas hasta que el gobierno de la ciudad adquirió el predio con lo que restaba del convento y fue adjudicado al pintor José Luis Cuevas para alojar en sus espacios la colección donada por el artista a México; el edificio se encontraba en mal estado de conservación y fue restaurado y remodelado en 1989 para poder albergar el nuevo museo, el cual abrió sus puertas en 1992 como el Museo José Luis Cuevas.

## Arquitectura
Su coro está elaborado de cantera. Su arco es sumamente rebajado, casi plano y arriba de este, hay un relieve de San Agustín. “La cratícula y la puerta de acceso fueron del as más solemnes de la Nueva España, tanto por su tamaño como por sus marcos y esculturas de piedra.” En la puerta de acceso también hay relieves de San Diego de Alcalá, San Antonio y San Francisco, los cuales aún tienen restos de policromía. 

## Patrimonio
Ambas portadas conservan las puertas de madera originales, las cuales presentan una excelente talla con escenas que representan la vida de Santa Inés y Santiago, así como las figuras de los fundadores Diego Caballero e Inés de Velasco